# Ulica 11 Listopada w Warszawie
Ulica 11 Listopada – ulica w dzielnicach Pradze-Północ i Targówek w Warszawie.

## Historia
Ulica, pierwotnie nosząca nazwę Esplanadowa, została wytyczona w 1875 roku po wykupieniu okolicznych parcel przez Zarząd Wojskowy Okręgu Warszawskiego jako droga rozdzielająca tereny wojskowe i grunty miasteczka Nowa Praga, które w tym czasie powiększyło się o tereny pomiędzy ulicami Czynszową i ul. Szwedzką. Łukowaty kształt ulicy wynikał z przebiegu granicy esplanady fortu Śliwickiego (od której pochodziła nazwa). Obecna nazwa została nadana w 1921.
Ulicę przyłączono wraz z całą okolicą do Warszawy w roku 1899; jednocześnie u zbiegu z ul. Szwedzką wybudowano rogatki Bródnowskie. Po roku 1875 na terenach wykupionych przez Zarząd Warszawskiego Okręgu Wojskowego powstała bocznica kolejowa i wielki zespół koszar 2 Orenburskiego Pułku Kozaków zaprojektowany przez Wiktora Junoszę-Piotrowskiego.
Po wschodniej stronie ulicy, wciąż należącej do Nowej Pragi po roku 1880 pojawiła się pierwsza zabudowa; pierwotnie drewniana, w późniejszym okresie murowana.
Okres ożywienia budowlanego w tej okolicy przypadł na lata 1905–1914; wzniesiono wtedy sporo dość utylitarnych kamienic czynszowych. Ulicą przechodziły wszystkie kondukty pogrzebowe z Pragi na cmentarz Bródnowski i cmentarz żydowski. 
W roku 1908 przy okazji rozbudowy linii kolei obwodowej i budowy tzw. drugiego mostu kolejowego nad ulicą 11 Listopada wybudowano kamienny wiadukt. Jednocześnie równolegle z jego wzniesieniem uporządkowano tereny dawnego cmentarza cholerycznego zwanego „nowym“, mieszczącego się już pomiędzy nasypami Kolei Nadwiślańskiej i Kolei obwodowej.
W roku 1915 w pobliżu wiaduktu u zbiegu z ul. Szwedzką wybudowano ceglane zabudowania miejskiego składu kostki brukowej; od roku 1918 i odzyskania niepodległości dawne kozackie koszary przejęło Wojsko Polskie. Zespół zabudowań wojskowych rozbudowano, zaś w koszarach przy 11 Listopada siedzibę znalazł 36 Pułk Piechoty Legii Akademickiej.
W roku 1928 ulicą pojechał pierwszy tramwaj linii 21, jej trasa prowadziła z Pelcowizny i Nowego Bródna ulicami Wysockiego, Odrowąża, 11 Listopada, Konopacką, Wileńską i dalej przez most Kierbedzia na cmentarz Wolski.
W okresie okupacji niemieckiej ulicy nadano nowe nazwy: niemiecką Esplanadenstrasse i polską Esplanadowa (według innego źródła Esplanada).
Zabudowa mieszkaniowa ulicy, która w większości przetrwała II wojnę światową, została po 1945 roku uzupełniona o nowe budynki. W 1950 na ulice 11 Listopada i Targową przeniesiono tory tramwajowe z ulic Wileńskiej i Konopackiej.
Do lat 90 XX wieku w koszarach mieściło się Dowództwo 9. DA OPK oraz 83. dd OPK. (83. dywizjon dowodzenia Obrony Powietrznej m. Warszawa – Jednostka Wojskowa 1560). W 1993 budynki koszar wpisano do rejestru zabytków. Obecnie są siedzibą m.in. kilku organizacji byłych wojskowych.
Przy skrzyżowaniu z ulicami Konopacką i Strzelecką znajduje się jeden z ostatnich zachowanych w Warszawie transformatorów kioskowych. W 2015 obiekt został wpisany do rejestru zabytków.

## Ważniejsze obiekty
- Dawna Fabryka Cukrów Anczewskiego (nr 10)[16]
- Dawna Fabryka Wyrobów Gumowych Brage (nr 22)[17]
- Rogatka Bródnowska